# Ragnarok (juego de rol)
Ragnarok es un juego de rol de terror, ocultismo e investigación creado por el autor español Carlos Monzón y publicado por primera vez por la editorial bilbaína Ludotecnia en julio de 1992. En 2018 la editorial vallisoletana Ediciones T&T lanzó la tercera edición del juego a cargo de Luis Ángel Madorrán y está trabajando en una serie de módulos para el mismo.

## Universo de juego
Aunque Ragnarok fue publicado en los años 90 está concebido para que su acción se sitúe en cualquier momento del presente, tal como lo indica el subtítulo de la primera edición: Ragnarok, juego de horror en el mundo contemporáneo. El trasfondo argumental, enteramente concebido por el autor mismo del juego, Carlos Monzón, presenta a la realidad cotidiana como la parte visible y banalizada de un universo lleno de magia y sucesos paranormales que los personajes de los jugadores irán descubriendo poco a poco y en los que el horror, la locura, el estrés y la ansiedad son el denominador común. El mal existe realmente en la Tierra y además bajo todas las formas descritas por las diferentes mitologías de la larga historia humana: ángeles y demonios, vampiros, fantasmas, hombres lobo, brujas, muertos vivientes, monstruos de toda clase etc. La razón de ser de esta presencia del mal en el mundo se debe, según la ficción del juego, a una catástrofe que sucedió hace 65 millones de años y que está indisociablemente ligada a la desaparición de los dinosaurios y al camino evolutivo que tomaron los mamíferos hasta la aparición de la especie humana: el impacto de un meteorito que no sólo acabó con los gigantescos reptiles sino que trajo consigo a una criatura monstruosa, cuya simiente en la Tierra ha producido a todas las criaturas anteriormente citadas: fantasmas, demonios, vampiros y demás criaturas de lo oculto. Desde su llegada a la Tierra esta criatura monstruosa se prepara además para reinar eternamente sobre todas las criaturas vivas, causando el fin del mundo tal y como hasta entonces lo había conocido la humanidad, lo que en la mitología nórdica se había venido llamando desde tiempos inmemoriales el ragnarök.
La parte de investigación del juego la encarnan naturalmente los jugadores, pero también Merrick House, una editorial fundada a partir de la biblioteca secreta de Lyonel R. Merrick, un psiquiatra ya fallecido pero que en vida estuvo especializado en textos mágicos medievales y que acabó por descubrir parte del trasfondo oculto del mundo en el que la humanidad vive ignorante. Entre los descubrimientos de Merrick destaca un hecho descrito en reiteradas ocasiones por una serie de textos provenientes de épocas diferentes: la existencia de un disco dividido en siete fragmentos. Cada fragmento confiere un inmenso poder sobrenatural a quien lo posee, aunque quien consiga reunir los siete fragmentos adquirirá un poder infinitamente superior, o al menos eso creen algunos...

## Sistema de juego
Al publicar Ragnarok por primera vez en 1992 Monzón basó su sistema de juego en el mismo sistema que Ludotecnia había creado un año antes para Mutantes en la sombra, el primer juego de rol de la editorial bilbaína. En dicho sistema de reglas la resolución de acciones está basada en el uso de un dado de veinte caras. Con su tirada de dado de veinte el jugador debe igualar o superar un número de dificultad obtenido mediante la combinación del nivel de habilidad de su personaje con el nivel de dificultad de la acción que éste intenta llevar a cabo. Para la segunda edición del juego (1995) Monzón y sus compañeros de Ludotecnia reutilizaron un sistema de juego que ya habían creado un año antes para ¡Piratas!, un juego de rol de Juan Antonio Romero-Salazar. En este sistema el dado de veinte de Mutantes en la sombra y de la primera edición de Ragnarok no sólo se ve substituido por dos dados de diez sino que el éxito de la tirada se obtiene con resultados ya no iguales o superiores sino iguales o inferiores al número de dificultad. Otra diferencia importante entre las dos ediciones es la de la determinación de las características de los personajes, que en la primera edición es aleatoria mientras que en la segunda se obtiene mediante el reparto de una serie de puntos de generación, a discreción del jugador.

## Ediciones
Ragnarok ha sido publicado en tres ediciones:
- La primera edición, titulada Ragnarok, juego de horror en el mundo contemporáneo, fue publicada en julio de 1992 por Ludotecnia.[1]
- La segunda edición, titulada Ragnarok, un nuevo comienzo, vio la luz en febrero de 1995, también a cargo de Ludotecnia.[2]
- La tercera edición, titulada simplemente Ragnarok: Tercera Edición se consiguió publicar en 2018 por Ediciones T&T, con licencia de Ludotecnia, tras conseguir los fondos a través de un proyecto de micromecenazgo en la web de Verkami. Se encuentra disponible tanto en formato físico como en formato electrónico, el propósito de la editorial es seguir publicando material para el juego regularmente.[3]

## Suplementos
Para la primera edición:
- El fantasma del clavo de plata (incluye la pantalla del director de juego)
- Sarah[5] (junio de 1993)
- Garras de hielo[6] (junio de 1993)
- Ansiedad libre flotante[7] (abril de 1995)

Para la segunda edición:
- Pantalla Ragnarok, segunda edición
- El libro azul
- Job 41.1
- El Lobo Blanco y otras historias
- Sarah, edición especial (1998)

Para la tercera edición:
- Pantalla Ragnarok, tercera edición
- Deuda de Sangre
- Krampusnacht
- Pryroda Zvira
- Job 41.1
- Misterios Ocultos
- Borealis
- Juegos de Manos
- Compendio de campaña (Juegos de Manos)